# Sebastiania serrata
Sebastiania serrata là một loài thực vật có hoa trong họ Đại kích. Loài này được (Baill. ex Müll.Arg.) Müll.Arg. miêu tả khoa học đầu tiên năm 1866.